# Talal Al-Amer
Talal Al-Amer (en árabe: طلال العامر‎, Kuwait, Kuwait, 22 de febrero de 1987) es un exfutbolista kuwaití que jugaba en la posición de centrocampista.

## Carrera

### Club
Jugó toda su carrera con el Qadsia SC de 2007 a 2018, anotó 6 goles en 147 partidos, ganó seis títulos de liga, 17 títulos de copa y la Copa de la AFC 2014.

### Selección nacional
Jugó para Kuwait en 36 ocasiones de 2009 a 2015, participó en los Juegos Asiáticos de 2006 y en dos ediciones de la Copa Asiática.

## Logros
- Liga Premier de Kuwait (6): 2008–09, 2009–10, 2010–11, 2011–12, 2013–14, 2015–16
- Copa del Emir de Kuwait (4): 2009–10, 2011–12, 2012–13, 2014–15
- Copa de la Corona de Kuwait (4): 2009, 2012–13, 2013–14, 2017–18
- Supercopa de Kuwait (5): 2009, 2011, 2013, 2014, 2018
- Copa Federación de Kuwait (4): 2007–08, 2008–09, 2010–11, 2012–13
- Copa AFC (1): 2014